# Группа крови (песня)
«Гру́ппа кро́ви» — песня советской рок-группы «Кино» из одноимённого альбома, вышедшего в 1988 году. В плей-листе альбома занимает первое место.
Премьера песни состоялась 3 июня 1987 года на Пятом фестивале ленинградского рок-клуба, но, по рассказам очевидцев, зал воспринял песню холодно — может быть, потому, что все ждали уже известных в то время хитов. Во время выступления на фестивале в составе группы, вместе с четырьмя музыкантами группы «Кино», были их знакомые художники Сергей «Африка» Бугаев за барабанами и Андрей Крисанов с бас-гитарой.
Одна из известнейших песен группы. В исследовании, проведённом журналом «Русский репортёр», песня заняла второе место среди песен на русском языке.

## Смысл
Во время написания песни в Советской Армии, в отличие от армии США, не использовались нашивки с группой крови. Кроме того, в армии группа крови обычно не указывается на форме в тех местах, которые в ходе боевых действий могут быть потеряны (в том числе и на рукаве, так как бойцу может оторвать руку).

В тексте звучат мотивы некоего судьбоносного пути, который необходим, хотя его и можно избежать… С одной стороны, перед нами герой не только пути, но и герой борьбы, хотя в то же время здесь демонстрируется отказ от противостояния, отказ от победы вследствие выбора некоего иного своего предназначения (зов звезды). С одной стороны, понятно, что мотив пролившейся крови означает возможные ранения в борьбе и как медицинский термин поддерживает это… Но с другой стороны, так же как медицинский термин, обозначающий отдельную индивидуальную черту, по которой люди разделяются на группы самой природой. Таким образом, в альбоме централизируется значимость существования неизбежного момента разделения людей на некие социальные объединения по конкретным признакам («мой порядковый номер»).

Александр Житинский в своей рецензии на альбом «Группа крови» называет песню «Группа крови» одной из лучших песен и сравнивает её с песней Булата Окуджавы «…Вернусь тогда, когда трубач отбой сыграет…». Кроме того, он считает весь альбом развитием конфликта, заявленного первой песней.
Авторы некоторых статей считают песню антивоенной.

## История песни
Виолончелист группы «Аквариум» Всеволод Гаккель предполагает, что это он предложил Виктору Цою словосочетание «группа крови» для названия своей группы.

«Кино» появились попозже, они были моложе нас, но мы все как-то общались. Я помню даже, что само словосочетание «группа крови» я подбросил Цою в каком-то компанейском разговоре как название некой группы. Вероятно, это словосочетание где-то у него в подкорке отложилось. А потом всплыло в песне.
— Всеволод Гаккель
Тем не менее, Александр Баширов в нескольких интервью говорил, что идею песни Виктору Цою подсказал именно он.

Я тогда был одет в чёрную морскую шинель — взял её у костюмеров на студии — и в китель, вернее, в куртку, танковую дерматиновую. И вот здесь хлоркой был сделан ромб, а на нем — цифра «3». Я сказал Виктору, что это группа крови — пошутил, а он назвал так песню, там слова есть «группа крови на рукаве, мой порядковый номер» и так далее. Я потом над этим смеялся: «Витя, ты как Анна Ахматова: „Когда б вы знали, из какого сора растут стихи, не ведая стыда!“» — Александр Баширов
18 сентября 1999 года «Наше радио» и «Коммерсант-Daily» проводили акцию «Всё в наших руках» в пользу пострадавших от терактов. На аукцион был выставлен оригинальный трек песни, который был записан во французской студии. Стартовая цена на него составляла 50$. Трек был куплен за 3000$.
Видео на песню стало первым русским видео, появившимся в эфире телеканала VH1 Россия (1 декабря 2005 года).
В 2008 году песня стала известной широкому кругу зарубежных слушателей — благодаря тому, что она включена в саундтрек к популярной игре «Grand Theft Auto IV».

## В записи участвовали
- Виктор Цой — вокал, доп. ритм-гитара.
- Георгий Гурьянов — программирование драм-машины Yamaha RX-11 (основная часть), бэк вокал.
- Юрий Каспарян — соло-гитара.
- Андрей Сигле — клавишные;
- Игорь Тихомиров — бас-гитара.
- Алексей Вишня — сведение.
- Андрей Крисанов — обложка.

## Версии
- Существует также англоязычная версия этой песни Blood Type. Она была записана на портастудии у Георгия Гурьянова и опубликована в 2002 году в сборнике «Последние записи».
- Также Юрий Каспарян и Георгий Гурьянов сделали диско-версию песни, но лидер группы отложил и запретил выпускать её. Сейчас её судьба неизвестна.

…Я помню, как мы делали одну из версий «Группы крови»… Слишком увлеклись диско. Виктор послушал и говорит: «Нет, ребята, так не пойдет». Ну и запретил диско-версию «Группы крови».
— Юрий Каспарян

### Кавер-версии
- Вячеслав Бутусов и группа «Ю-Питер» играют «Группу крови» в своей концертной программе «Имя звёзд», при этом Бутусов немного изменил текст песни[13].
- Песня вошла в альбом ремейков «Техно-Цой» 1998 года группы «Инспектор»[14].
- В 2012 году Жанна Ким из Узбекистана (г. Ташкент) исполнила песню на корейском языке[15].
- В 2015 году кавер-версия песни вошла в альбом Дениса Майданова «Флаг моего государства»[16].
- 21 июля 2019 года группа Metallica исполнила песню на русском языке во время концерта на стадионе «Лужники» в Москве в рамках «World Wired Tour»[17][18].
- В 2021 году был выпущен видеоклип хеви-метал-группой Trust X[19][20].

### Реминисценции
У группы «Ленинград» в альбоме «Дачники» есть одноимённая песня, в которой лирический герой слушает и поёт песню «Кино»:

Ты можешь помолчать хотя бы пять минут

Или пожелай мне удачи в бою

«Группа крови» — любимая песня

И когда мне плохо, её я пою.
— Ленинград, «Группа крови»

## Саундтрек
Песня звучит:
- в фильме «Игла» режиссёра Рашида Нугманова; после выхода фильма песня «Группа крови» стала одним из самых известных хитов «Кино»[21]; также песня в аранжировке Игоря Вдовина вошла в саундтрек фильма «Игла Remix»[22];
- в видеоигре «GTA IV» на волне радиостанции «Vladivostok FM».